# Sandra Newman
Sandra Newman (Boston, 1965. november 6. –) amerikai írónő. A Polytechnic of Central Londonban szerzett BA diplomát, a University of East Anglia-ban pedig MA-t.
Newman első regénye, a The Only Good Thing Anyone Has Ever Done 2002-ben jelent meg először, és 2002-ben jelölték a Guardian First Book Award-ra. A regényben egy Guatemalából örökbefogadott amerikai lány, Chrysalis Moffat szerepel, és az ő és családja életének eseményeire összpontosít, a regény megírása közben készített jegyzetekre emlékeztető szokatlan stílusban.
Newman harmadik regénye, a The Country of Ice Cream Star (2014) a 2015-ös Folio Díj-ra jelölt nyolcvan mű között volt, és a 2015-ös Baileys Women's Prize for Fiction díjra jelölt húsz mű között. A regény a főhősnőt, Ice Cream Fifteen Star-t követi végig egy disztópikus jövőbeli Egyesült Államokon, miközben bátyja örökölt betegségének gyógymódját keresi.
Negyedik regénye, a Grove Atlantic kiadónál megjelent The Heavens (2019) egy olyan nő történetét meséli el, aki a XXI. század elején él, de minden éjjel álmában visszatér az Erzsébet-kori Angliába, ahol Emilia Lanierként él, egy zsidó költőként, akinek ismeretségi körébe tartozik egy William Shakespeare nevű ismeretlen költő. A New York Times Book Review "különös és gyönyörű hibridnek" nevezte.
Egy további regény, a Cake (2008); egy memoár, a Changeling (2010); és egy nyugati irodalomról szóló útmutató, a The Western Lit Survival Kit: How To Read The Classics Without Fear (2012). Társszerzője a How Not To Write A Novel (2008) és a Read This Next (2010) című könyveknek.
Ötödik regénye, a Grove Atlantic kiadónál megjelent The Men (2022) egy olyan történetet mesél el, amelyben minden Y-kromoszómával rendelkező ember eltűnik a Föld színéről. 2022-ben a könyv ellentmondásos volt, egyesek kritizálták, hogy a biológiára összpontosít, és kizárja a transznőket. A The Telegraphban azonban Claire Allfree a transz nőkről szóló tárgyalást idézi a könyvben, a Publishers Weeklyben pedig David Varno szerint "A The Men egyszerre hozzáférhető és meglepően összetett", és megjegyzi, hogy "transz karakterek is szerepelnek benne". A The Times kritikájában Jessa Crispin úgy jellemezte a The Men-t, mint "az év legkevésbé átgondolt és rosszul kivitelezett regényét." A Financial Timesban Erica Wagner azt írta, hogy a regény egy "zavaros és zavaró könyv, a szálak kusza összevisszasága, amely soha nem áll össze egy kielégítő egésszé." A Spectatorban Sarah Ditum "megragadó, kísérteties regénynek" nevezte a The Men-t, a Telegraphban pedig Nina Power "lenyűgözőnek és élvezetesnek" nevezte.
Hatodik regénye, a Julia (2023), amely az Egyesült Királyságban a Granta, az Egyesült Államokban pedig a Mariner Books kiadónál jelent meg, és George Orwell hagyatékának felkérésére íródott, a disztópikus klasszikus 1984 eseményeit dolgozza fel Winston Smith szerelmének, Juliának a szemszögéből. A The LA Times szerint "lenyűgöző betekintés abba, mi történik, ha egy erős ember szembesül az emberiség legrosszabbjával, valamint a származékos művészet tökéletes példánya", a Financial Times "gazdagon elképzelt, ijesztő disztópiának nevezte, amely teljes mértékben él Orwell szövegével", Erica Wagner pedig "mesterműnek" titulálta a The Telegraphban.
Az Egyesült Államokba való visszatérése óta New Yorkban dolgozik íróként.

## Művei
- The Only Good Thing Anyone Has Ever Done – Perennial, New York, 2004
- Cake – Vintage, London, 2008
- Europe – Children’s Press, New York, 2008
- How not to write a novel : 200 mistakes to avoid at all costs if you ever want to get published – Penguin, London, 2009, with Howard Mittelmark
- Changeling : a memoir of parents lost and found – Chatto & Windus, London, 2010
- Read this next : and discover your 500 new favourite books – Particular, London, 2010, with Howard Mittelmark
- The Inca empire – Children’s Press, New York, 2010
- Ancient Greece – Children’s Press, New York, 2010
- The Western lit survival kit : how to read the classics without fear – Particular, London, 2012
- The Country of Ice Cream Star – Vintage, London, 2015 · ISBN 9780099554653
- The Heavens – Grove Press, New York, 2019
- The Men – Grove Press, New York, 2022 · ISBN 9780802159663
- Julia – Mariner Books, 2023 · ISBN 9780063265332
  - Julia – Helikon, Budapest, 2024 · ISBN 9789636202057 · Fordította: Lukács Laura

## Egyéb információk
- in Goodreads
- Sandra Newman a Granta-n

## Fordítás
- Ez a szócikk részben vagy egészben  a   Sandra Newman című angol Wikipédia-szócikk fordításán alapul.  Az eredeti cikk szerkesztőit annak laptörténete sorolja fel. Ez a jelzés csupán a megfogalmazás eredetét és a szerzői jogokat jelzi, nem szolgál a cikkben szereplő információk forrásmegjelöléseként.